# Beisi-pagode

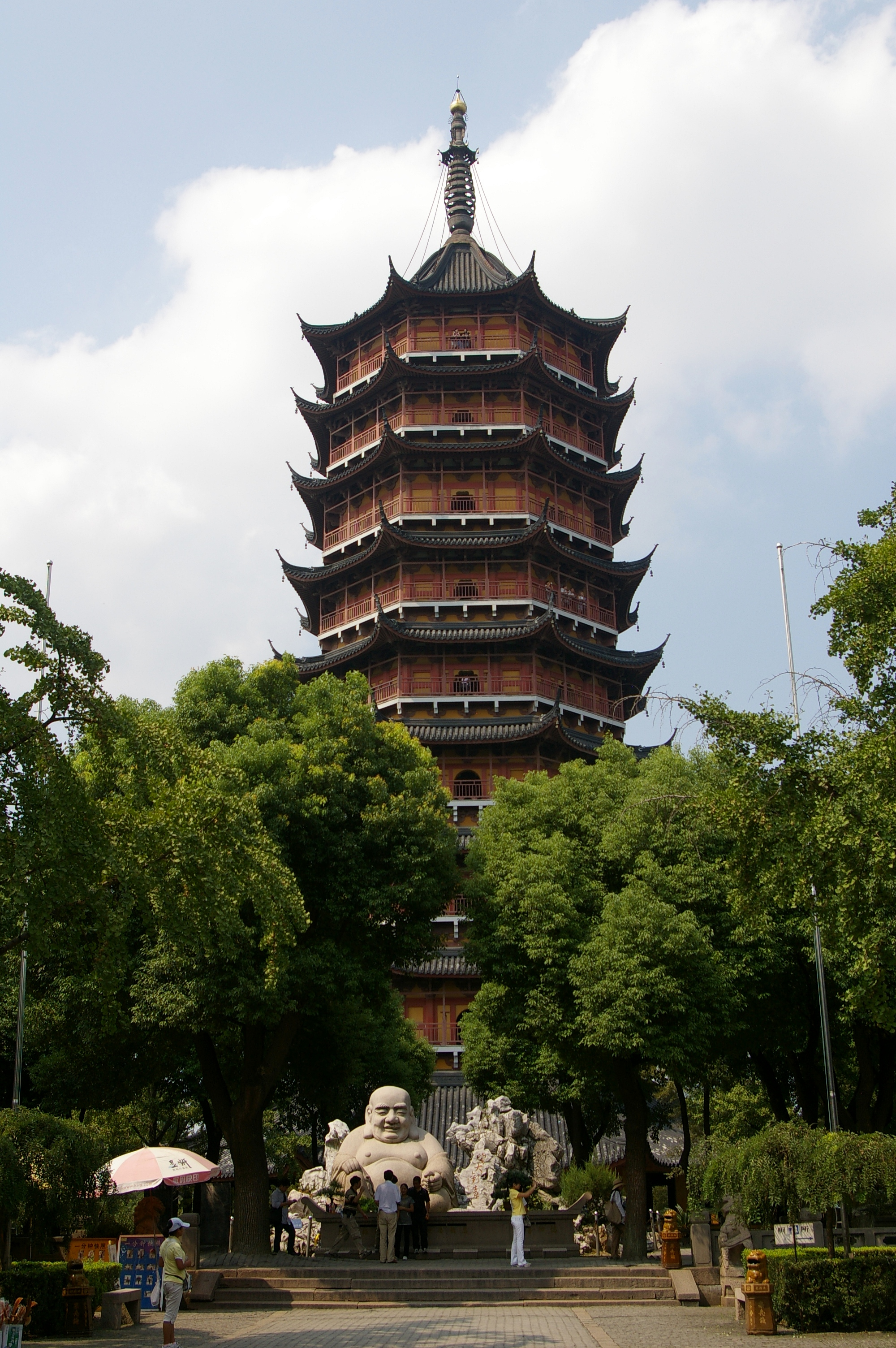
De Beisi-pagode

De Beisi-pagode is een Chinese pagode in Suzhou in de provincie Jiangsu. hij is gebouwd onder de Song-dynastie.
Samen met de Liuhe-, Lingxiao-, Liaodi-, Pizhi- en de IJzeren pagode wordt de Beisi-pagode als een meesterwerk van de architectuur uit de Song-dynastie gezien.